# Stefano Rulli
Stefano Rulli (* 3. Oktober 1949 in Rom) ist ein italienischer Drehbuchautor und Dokumentarfilm-Regisseur.

## Leben
Rulli begann sein Wirken beim Film als Kritiker für Magazine wie Ombre Rosse, Quaderni Piacentini, Cinemasettanta und andere. Über Roman Polański schrieb er eine Monografie. 1975 erschien der von ihm zusammen mit Marco Bellocchio, Silvano Agosti und Sandro Petraglia gedrehte über dreistündigen Keiner oder alle über psychisch Erkrankte, dem drei Jahre später der dem Kino und seinen Mythen gewidmete La macchina cinema (vom gleichen Kollektiv gedreht) folgte.
An Drehbüchern arbeitete Rulli bereits seit 1976, aber intensiv erst rund ein Jahrzehnt später. Dabei wirkte er in dieser Funktion an einigen wegweisenden Filmen und Fernsehereignissen mit, für die er auch mehrfach ausgezeichnet wurde, so alleine vier Mal mit dem David di Donatello.
2004 kehrte er mit Un silenzio particolare zur Dokumentarregie zurück.
Für die Drehbuchautoren nimmt Rulli diverse berufsständische Aufgaben wahr. Seit Oktober 2012 ist er auch Präsident des Centro Sperimentale di Cinematografia.

## Filmografie (Auswahl)
Dokumentar-Regie
- 1975: Keiner oder alle (Matti da slegare) (Ko-Regie)
- 1978: La macchina cinema (Ko-Regie)
- 2004: Un silenzio particolare

Drehbuch
- 1976: Nel più alto dei cieli
- 1986: Mino – Ein Junge zwischen den Fronten (Mino – Il piccolo Alpino) (Fernseh-Miniserie)
- 1987–1992: Allein gegen die Mafia (La piovra) (Staffeln 3–6)
- 1988: Eine Frau (Una vittoria)
- 1989: Für immer Mery (Mery per sempre)
- 1990: Der lange Weg nach Norden (Pummarò)
- 1991: Der Taschenträger (Il portaborse)
- 1992: Gestohlene Kinder (Il ladro di bambini)
- 2003: Die besten Jahre (Lo meglio gioventù)
- 2004: Die Hausschlüssel (Le chiavi di casa)
- 2007: Mein Bruder ist ein Einzelkind (Mio fratello è figlio unico)
- 2008: L’ultimo padrino (zweiteiliger Fernsehfilm)
- 2010: La nostra vita
- 2013: Sibirische Erziehung (Educazione Siberiana)
- 2015: Suburra – 7 Tage bis zur Apokalypse

## Auszeichnungen
insgesamt 20 mal Preise, darunter:
- David di Donatello: 1991 für Der Taschenträger; 2004 für Die besten Jahre; 2006 für Romanzo criminale; 2007 für Mein Bruder ist ein Einzelkind
- Nastro d’Argento: 1992 für Il muro di gomma; 1993 für Gestohlene Kinder; 2004 für Die besten Jahre; 2008 für Mein Bruder ist ein Einzelkind und La ragazza del lago; 2012 für Romanzo di una strage